# Μ's Best Album Best Live! Collection II
- ラブライブ! > μ's > μ's Best Album Best Live! Collection II
- ラブライブ! > ラブライブ!のディスコグラフィ > μ's Best Album Best Live! Collection II

『ラブライブ！μ's Best Album Best Live! Collection II』（ラブライブ ミューズベストアルバム ベストライブコレクション ツー）は、μ'sの2枚目のベストアルバム。2015年5月27日にLantisから発売された。

## 概要
『ラブライブ！』のベストアルバム第2弾。特典CD収録曲を除く「僕らは今のなかで」から「冬がくれた予感」までの全シングル曲と、ボーナストラックとして『ラブライブ! School idol paradise』に収録されたリミックス曲が収録されている。
CDのみの通常盤、「μ'sのいつもあなたのそばに…セット」が付録する超豪華盤の2バージョンで発売。ジャケットイラストは2015年4月14日に公開された。
2016年2月27日、第30回日本ゴールドディスク大賞においてアニメーション・アルバム・オブ・ザ・イヤーを受賞した。
キャッチコピーは「μ’sとあなたの、あゆんできた軌跡―」

## チャート成績
5月26日付のオリコンデイリーランキングでは34,179枚を売り上げ1位にランクインし、続く27日も1位にランクインした。また、6月8日付のオリコンチャート週間ランキングでは、85,086枚を売り上げ1位にランクインし、アニメキャラクター名義としては放課後ティータイム（『放課後ティータイム（2009年）』、『放課後ティータイムII（2010年）』）に続いて2組目の週間1位を獲得した。また、月間アルバムランキングでも首位を獲得。アニメキャラクターによる月間1位の獲得はオリコン史上初の快挙となった。また、ランティスの作品としても初となる週間1位・月間1位を獲得した作品となった。
ビルボードのTop Albumsでは、μ'sのアルバムとしては初めて1位を獲得した。なお、サウンドスキャンの週間ランキングでは通常盤が2位、超豪華限定盤が3位にランクインした。
発売3週目の6月22日付のオリコンチャート週間ランキングで累計10万枚を突破。3週連続でオリコン週間トップ10入りを達成した。
2015年の年間チャートでは31位にランクインし、キャラクターによる年間アルバムチャートの最高順位を更新した。

## 収録内容
- 全作詞：畑亜貴
- 収録曲は各作品で説明しているため、ここでは説明を省略する。

### Disc1
1. 僕らは今のなかで [4:36]
  - 作曲・編曲：森慎太郎、歌：μ's

アニメ1期オープニングテーマ
2. WILD STARS [4:22]
  - 作曲・編曲：高田暁、歌：μ's
3. きっと青春が聞こえる [4:09]
  - 作曲・編曲：高田暁、歌：μ's

アニメ1期エンディングテーマ
4. 輝夜の城で踊りたい [4:35]
  - 作曲・編曲：佐々倉有吾、歌：μ's
5. ススメ→トゥモロウ [4:36]
  - 作曲・編曲：河田貴央、歌：高坂穂乃果（新田恵海）、南ことり（内田彩）、園田海未（三森すずこ）

アニメ1期第1話挿入歌
6. START:DASH!! [4:19]
  - 作曲・編曲：佐々木裕、歌：高坂穂乃果（新田恵海）、南ことり（内田彩）、園田海未（三森すずこ）

アニメ1期第3話挿入歌
7. これからのSomeday [4:28]
  - 作曲：yozuca*、編曲：lotta、歌：高坂穂乃果（新田恵海）、南ことり（内田彩）、園田海未（三森すずこ）、星空凛（飯田里穂）、西木野真姫（Pile）、小泉花陽（久保ユリカ）、矢澤にこ（徳井青空）

アニメ1期第5話挿入歌
8. Wonder zone [4:00]
  - 作曲・編曲：佐々倉有吾、歌：μ's

アニメ1期第9話挿入歌
9. No brand girls [4:07]
  - 作曲・編曲：河田貴央、歌：μ's

アニメ1期第11話挿入歌
10. START:DASH!! [4:19]
  - 作曲・編曲：佐々木裕、歌：μ's

アニメ1期第13話挿入歌
11. 微熱からMystery [3:21]
  - 作曲・編曲：佐々木裕、歌：lily white

lily whiteの2ndシングル
12. キミのくせに！ [3:58]
  - 作曲：杉森舞、編曲：山元祐介、歌：lily white
13. Cutie Panther [4:33]
  - 作曲・編曲：佐々木裕、歌：BiBi

BiBiの2ndシングル
14. 夏、終わらないで。 [4:01]
  - 作曲・編曲：渡辺和紀、歌：BiBi
15. Pure girls project [4:37]
  - 作曲・編曲：倉内達矢、歌：Printemps

Printempsの2ndシングル
16. UNBALANCED LOVE [4:30]
  - 作曲・編曲：佐伯高志、歌：Printemps

### Disc2
1. Music S.T.A.R.T!! [4:57]
  - 作曲・編曲：山口朗彦、歌：μ's

6thシングル
2. LOVELESS WORLD [5:18]
  - 作曲：山田高弘、編曲：河田貴央、歌：μ's
3. タカラモノズ [3:44]
  - 作曲・編曲：高田暁、歌：μ's

『ラブライブ!スクールアイドルフェスティバル』書き下ろし曲
4. Paradise Live [5:09]
  - 作曲・編曲：倉内達矢、歌：μ's

『ラブライブ!スクールアイドルフェスティバル』書き下ろし曲
5. それは僕たちの奇跡 [4:14]
  - 作曲・編曲：黒須克彦、歌：μ's

アニメ2期オープニングテーマ
6. だってだって噫無情 [5:33]
  - 作曲：江並哲志、編曲：増田武史、歌：μ's
7. どんなときもずっと [4:37]
  - 作曲・編曲：佐々木裕、ストリングスアレンジ：長谷泰宏、歌：μ's

アニメ2期エンディングテーマ
8. COLORFUL VOICE [3:40]
  - 作曲・編曲：渡辺和紀、歌：μ's
9. ユメノトビラ [4:52]
  - 作曲・編曲：佐伯高志、歌：μ's

アニメ2期第3話挿入歌
10. SENTIMENTAL StepS [4:02]
  - 作曲：高阪昌至、編曲：清水哲平、歌：μ's
11. Love wing bell [4:49]
  - 作曲・編曲：森慎太郎、歌：星空凛（飯田里穂）、西木野真姫（Pile）、小泉花陽（久保ユリカ）、絢瀬絵里（南條愛乃）、東條希（楠田亜衣奈）、矢澤にこ（徳井青空）

アニメ2期第5話挿入歌
12. Dancing stars on me! [4:36]
  - 作曲・編曲：佐伯高志、歌：μ's

アニメ2期第6話挿入歌
13. KiRa-KiRa Sensation! [4:59]
  - 作曲・編曲：本田光史郎、歌：μ's

アニメ2期第12話挿入歌
14. Happy maker! [5:00]
  - 作曲・編曲：前口渉、歌：μ's

アニメ2期第13話挿入歌
15. Shangri-La Shower [5:11]
  - 作曲・編曲：倉内達矢、歌：μ's

『ラブライブ! School idol paradise』書き下ろし曲
16. るてしキスキしてる [5:32]
  - 作曲・編曲：佐伯高志、歌：μ's

### Disc3
1. 永遠フレンズ [5:17]
  - 作曲・編曲：中土智博、歌：Printemps

Printempsの3rdシングル
2. 小夜啼鳥恋詩（） [5:21]
  - 作曲・編曲：渡辺和紀、歌：Printemps
3. 秋のあなたの空遠く [3:40]
  - 作曲・編曲：増田武史、歌：lily white

lily whiteの3rdシングル
4. ふたりハピネス [6:11]
  - 作曲・編曲：佐々木裕、歌：lily white
5. 冬がくれた予感 [5:36]
  - 作曲・編曲：佐伯高志、歌：BiBi

BiBiの3rdシングル
6. Trouble Busters [4:44]
  - 作曲：佐々倉有吾、編曲：倉内達矢、歌：BiBi

Bonus Track
7. 僕らは今のなかで（LittleMore-Rock Mix）
  - 作曲：森慎太郎、編曲：谷島俊、歌：μ's
8. No brand girls（GRP-Explosion Mix）
  - 作曲：河田貴央、編曲：Adoriano Spinesi、歌：μ's
9. START:DASH!!（Bitter-Sweet Mix）
  - 作曲：佐々木裕、編曲：伊藤賢、歌：μ's
10. Wonderful Rush（Hevey-Rush Mix）
  - 作曲：河田貴央、編曲：原田篤（Arte Refact）、歌：μ's
11. Music S.T.A.R.T!!（SKA-Feel Mix）
  - 作曲：山口朗彦、編曲：桑原聖（Arte Refact）、歌：μ's
12. Pure girls project（Super-Mondo Mix）
  - 作曲：倉内達矢、編曲：関野元規、歌：Printemps
13. Cutie Panther（Metal-Panther Mix）
  - 作曲：佐々木裕、編曲：高橋諒、歌：BiBi
14. 微熱からMystery（TeKe-TeKe ELEKI Mix）
  - 作曲：佐々木裕、編曲：中西亮輔、歌：lily white